# شکوفایی جوانی ما
شکوفایی جوانی ما (انگلیسی: Our Blooming Youth; کره‌ای: 청춘월담) یک مجموعهٔ تلویزیونی کره جنوبی سال ۲۰۲۳ با بازی پارک هیونگ شیک و جون سو نی است. این مجموعه از ۶ فوریه تا ۱۱ آوریل ۲۰۲۳، روزهای دوشنبه و سه‌شنبه ساعت ۲۰:۵۰ (کی‌اس‌تی) برای ۲۰ قسمت از تی‌وی‌ان پخش شد.
این مجموعه با نام افسانه مین جه از ٢٢ بهمن ١۴٠٣ هر شب ساعت ۱۹:۱۵ از شبکه ٣ سیما پخش شد.

## خلاصه داستان
این مجموعه، داستان ولیعهدی است که گرفتار یک نفرین مرموز شده که این موضوع اتفاقاتی را برایش ایجاد می‌کند. و داستان دختری که یک شبه به عنوان قاتل، مقصر قتل خانواده خود شده است، و برای ثابت کردن بی‌گناهی خود مجبور است از ولیعهد کمک بگیرد.

## بازیگران

### اصلی
- پارک هیونگ شیک در نقش لی هوان[۳]

یک ولیعهد تنها، که راز یک نفرین مرموز را در اختیار دارد.
- جون سو نی در نقش مین جه یی[۳]

دختری نابغه که در حالی که به قتل خانواده خود متهم شده، حقیقت را دنبال می‌کند.

### مکمل
- پیو یه-جین در نقش گا رام[۵]
- یون جونگ سوک در نقش هان سونگ اون[۵]
- لی ته سون در نقش کیم میونگ جین[۵]
- هو وون سو در نقش ته گانگ[۶]
- جونگ این گیوم در نقش جادوگر موجین[۷]
- جونگ وونگ این در نقش چو وون بو[۸]
- سون بیونگ هو در نقش کیم آن جیک[۹]
- لی جونگ هیوک در نقش پادشاه[۸]
- یون یه هی[۱۰]
- یون دا این[۱۱]
- هونگ سو هیون در نقش بانو گه‌بی[۱۲][۸]
- جو سونگ ها در نقش هان جونگ اون[۸]
- کیم کی دو[۱۳]
- ایم هان بین[۱۴]
- سون کوانگ اوپ[۱۵]